# 弗洛倫斯岩
弗洛倫斯岩（英語：Florence Rock），是南極洲的岩石，位於南奧克尼群島的勞里島南岸，處於安德森角西南面1.5公里，長0.2公里，由蘇格蘭探險隊繪入地圖和命名，現時由南極條約體系管理。